# 亨頓足球會
亨頓足球會（Hendon Football Club)是一支位於英格蘭亨頓的職業足球會，目前於英格蘭足球南部聯賽超聯組南角逐。

## 外部連結
- Greensnet (Official Site) （页面存档备份，存于）
- Supporters Trust